# Wellheim
Wellheim è un comune-mercato di 2 720 abitanti, situato nel Land tedesco della Baviera.